# فاليا سياكا
فاليا سياكا هي قرية تقع في إقليم ياش في رومانيا وبلغ عدد سكانها 5,840 نسمة عام 2002.